# Martin Sheen
Martin Sheen (nome artístico de Ramón Gerardo Antonio Estévez; Dayton, 3 de agosto de 1940) é um ator norte-americano, conhecido por suas performances como capitão Willard no filme Apocalypse Now, e também como o fictício presidente dos Estados Unidos Josiah Bartlet na série de televisão The West Wing. Sheen trabalhou com vários diretores de cinema, incluindo Martin Scorsese, Steven Spielberg, Oliver Stone, Francis Ford Coppola, Richard Attenborough, Terrence Malick e Mike Nichols, e venceu prêmios como o Golden Globe Awards e o Emmy.
Juntamente com a consagração que recebeu como ator entre a crítica especializada, também se celebrizou pelo seu ativismo. É membro do grupo ambientalista Sea Shepherd Conservation Society. Nascido e criado em Ohio, filho de pais irlandeses e espanhóis (galegos), Sheen também é um cidadão irlandês.
Martin Sheen é pai dos atores Carlos Irwin Estévez (Charlie Sheen), Emilio Estévez, Ramon Estévez e Renée Estévez, e é irmão de Joe Estevez, também um ator.
Trabalhou com seus filhos em algumas oportunidades, com Charlie fez Wall Street, clássico sobre a bolsa de valores, e Cadence, filme que também dirigiu, e seu filho Ramon participou,  também fez um episódio da série Two and a Half Men, série da qual Charlie tinha o papel principal, interpretando o papel do pai da personagem Rose. Atuou com Renée na série The West wing e com Emilio nos filmes The Way e Bobby, dirigidos por Emilio. Sheen também fez uma participação na série de jogos eletrônicos, Mass Effect, produzido pela Bioware e publicado pela EA Games. Na série, Martin faz o papel do vilão Illusive Man, e interpretou Ben Parker, o tio do Homem Aranha, em The Amazing Spider-Man. Outros filmes são Gandhi, Os Infiltrados e Prenda-me Se for Capaz.
Sheen protagonizou a série original da Netflix, "Grace and Frankie", no papel de Robert Hanson, desde 2015 até 2022.

## Carreira
Em 1959 aos 19 anos Sheen ingressou no The Living Theatre, do qual escreveu:

Comecei minha carreira de ator trabalhando para duas das pessoas mais notáveis do teatro americano: Julian Beck e Judith Malina, co-fundadores do The Living Theatre. Os Becks eram artistas intelectuais judeus radicais e pacifistas profundamente comprometidos com a paz e a justiça social por meio de ativismo político não violento, e The Living Theatre era um reflexo claro de seus ideais pelos quais pagaram caro com frequentes detenções, aprisionamento e multas... Nunca posso exagerar a influência que Julian e Judith tiveram na minha formação como ator e ativista.
Depois, seus papéis incluem:
| Ano       | Título                                     | Papel                                   | Título em português                                                             |
| --------- | ------------------------------------------ | --------------------------------------- | ------------------------------------------------------------------------------- |
| 1967      | The Incident                               | Artie Connors                           |                                                                                 |
| 1968      | The Subject Was Roses                      | Timmy Cleary                            |                                                                                 |
| 1970      | Catch-22                                   | 1º Ten. Dobbs                           | br: Ardil 22 pt: Artigo 22                                                      |
| 1972      | No Drums, No Bugles                        | Ashby Gatrell                           |                                                                                 |
| 1972      | Pickup on 101                              | Les                                     |                                                                                 |
| 1972      | Rage                                       | Maj. Holliford                          |                                                                                 |
| 1972      | That Certain Summer                        | Gary McClain                            |                                                                                 |
| 1973      | When the Line Goes Through                 | Bluff Jackson                           |                                                                                 |
| 1973      | Badlands                                   | Kit Carruthers                          | br: Terra de Ninguém pt: Noivos Sangrentos                                      |
| 1973      | Catholics                                  | Father Kinsella                         |                                                                                 |
| 1974      | The Legend of Earl Durand                  | Luther Sykes                            |                                                                                 |
| 1974      | The California Kid                         | Michael McCord                          |                                                                                 |
| 1974      | The Missiles of October                    | Robert F. Kennedy                       |                                                                                 |
| 1975      | The Last Survivors                         | Alexander William Holmes                |                                                                                 |
| 1975      | Sweet Hostage                              | Leonard Hatch                           |                                                                                 |
| 1976      | The Cassandra Crossing                     | Robby Navarro                           |                                                                                 |
| 1976      | The Little Girl Who Lives Down the Lane    | Frank Hallet                            |                                                                                 |
| 1977      | The Execution of Private Slovik            | Eddie Slovik                            | br: A Execução do Soldado Slovik                                                |
| 1979      | Apocalypse Now                             | Capitão Benjamin L. Willard             |                                                                                 |
| 1979      | Eagle's Wing                               | Pike                                    |                                                                                 |
| 1980      | The Final Countdown                        | Warren Lasky                            |                                                                                 |
| 1981      | Loophole                                   | Stephen Booker                          |                                                                                 |
| 1982      | Gandhi                                     | Vince Walker                            |                                                                                 |
| 1982      | That Championship Season                   | Tom Daley                               |                                                                                 |
| 1982      | In the Custody of Strangers                | Frank                                   |                                                                                 |
| 1983      | Enigma                                     | Alex Holbeck                            |                                                                                 |
| 1983      | In the King of Prussia                     | Judge Samuel Salus II                   |                                                                                 |
| 1983      | Man, Woman and Child                       | Robert Beckwith                         |                                                                                 |
| 1983      | The Dead Zone                              | Greg Stillson                           |                                                                                 |
| 1984      | Firestarter                                | Captain Hollister                       |                                                                                 |
| 1985      | The Fourth Wise Man                        | Artaban                                 | br: O Quarto Sábio                                                              |
| 1986      | A State of Emergency                       | Dr. Alex Carmody                        |                                                                                 |
| 1986      | Shattered Spirits                          | Lyle Mollencamp                         |                                                                                 |
| 1987      | The Believers                              | Cal Jamison                             |                                                                                 |
| 1987      | Siesta                                     | Del                                     |                                                                                 |
| 1987      | Wall Street                                | Carl Fox                                | br: Wall Street - Poder e Cobiça                                                |
| 1988      | Da                                         | Charlie                                 |                                                                                 |
| 1988      | Judgment in Berlin                         | Herbert Jay Stern                       |                                                                                 |
| 1989      | Marked for Murder                          | Homem no parque                         |                                                                                 |
| 1989      | Cold Front                                 | John Hyde                               |                                                                                 |
| 1989      | Beverly Hills Brats                        | Dr. Jeffrey Miller                      |                                                                                 |
| 1989      | Nightbreaker                               | Dr. Alexander Brown                     |                                                                                 |
| 1989      | Beyond the Stars                           | Paul Andrews                            |                                                                                 |
| 1990      | Cadence                                    | Msgt. Otis V. Mckinney (também dirigiu) |                                                                                 |
| 1991      | Touch and Die                              | Frank                                   |                                                                                 |
| 1991      | The Maid                                   | Anthony Wayne                           |                                                                                 |
| 1991      | JFK                                        | Narrador                                | br: JFK - A Pergunta que Não Quer Calar                                         |
| 1992      | Running Wild                               | Dan Walker                              |                                                                                 |
| 1992      | Original Intent                            | Joe                                     |                                                                                 |
| 1993      | When the Bough Breaks                      | Capitão Swaggert                        |                                                                                 |
| 1993      | My Home, My Prison                         | Narrador                                |                                                                                 |
| 1993      | Ghost Brigade (ou The Killing Box)         | Gen. Haworth                            |                                                                                 |
| 1993      | Fortunes of War                            | Francis Labeck                          |                                                                                 |
| 1993      | Hear No Evil                               | Lt. Brock                               |                                                                                 |
| 1993      | Hot Shots! Part Deux                       | Capitão Benjamin L. Willard             | br: Top Gang 2: A Missão pt: Ases pelos Ares 2                                  |
| 1993      | Gettysburg                                 | Robert E. Lee                           |                                                                                 |
| 1993      | A Matter of Justice                        | Jack Brown                              |                                                                                 |
| 1994      | Guns of Honor                              | Jackson Baines Hardin                   |                                                                                 |
| 1994      | Hits!                                      | Kelly                                   |                                                                                 |
| 1994      | Grey Knight                                | General                                 |                                                                                 |
| 1994      | Boca                                       | Jesse James Montgomery                  |                                                                                 |
| 1995      | The American President                     | Chief of Staff A.J. McInnerney          |                                                                                 |
| 1995      | Sacred Cargo                               | Father Andrew Kanvesky                  |                                                                                 |
| 1995      | Dillinger and Capone                       | John Dillinger                          |                                                                                 |
| 1995      | Captain Nuke and the Bomber Boys           | Jeff Snyder                             |                                                                                 |
| 1995      | A Hundred and One Nights of Simon Cinema   | ele próprio                             |                                                                                 |
| 1995      | The Break                                  | Gil Robbins                             |                                                                                 |
| 1995      | Dead Presidents                            | O Juiz                                  |                                                                                 |
| 1995      | Gospa                                      | pai Jozo Zovko                          |                                                                                 |
| 1996      | The War at Home                            | Bob Collier                             |                                                                                 |
| 1996      | Entertaining Angels: The Dorothy Day Story | Peter Maurin                            |                                                                                 |
| 1997      | Truth or Consequences, N.M                 | Sir                                     |                                                                                 |
| 1997      | An Act of Conscience                       | Narrador                                |                                                                                 |
| 1997      | Spawn                                      | Jason Wynn                              |                                                                                 |
| 1998      | Family Attraction                          | Presidente                              |                                                                                 |
| 1998      | Stranger in the Kingdom                    | Sigurd Moulton                          |                                                                                 |
| 1998      | Gunfighter                                 | The Stranger                            |                                                                                 |
| 1998      | Monument Ave. (ou Snitch)                  | Hanlon                                  |                                                                                 |
| 1998      | Shadrach                                   | Narrador                                |                                                                                 |
| 1998      | A Letter from Death Row                    | Michael's Father                        |                                                                                 |
| 1998      | Free Money                                 | New Warden                              |                                                                                 |
| 1998      | No Code of Conduct                         | Bill Peterson                           |                                                                                 |
| 1999      | Ninth Street                               | Padre Frank                             |                                                                                 |
| 1999      | Lost & Found                               | Millstone                               |                                                                                 |
| 1999      | Storm                                      | General James Roberts                   |                                                                                 |
| 1999      | A Texas Funeral                            | Grandpa Sparta                          |                                                                                 |
| 2001      | O                                          | Coach Duke Goulding                     |                                                                                 |
| 2001      | Not Another Teen Movie                     |                                         | br: Não é Mais um Besteirol Americano pt: Oh Não! Outro Filme de Adolescentes 2 |
| 2002      | Catch Me If You Can                        | Roger Strong                            | br: Prenda-me se For Capaz pt: Apanha-me se Puderes                             |
| 2003      | Mercy of the Sea                           | Frederik                                |                                                                                 |
| 2003      | The Commission                             | Dep. Atty. Gen. Nicholas Katzenbach     |                                                                                 |
| 2004      | Jerusalemski sindrom                       |                                         |                                                                                 |
| 2006      | The Departed                               | Cap. Oliver “Charlie” Queenan           | br: Os Infiltrados pt: Entre Inimigos                                           |
| 2006      | Bobby                                      | Jack Stevens                            |                                                                                 |
| 2007      | Talk To Me                                 | E.G. Sonderling                         |                                                                                 |
| 2007      | Bordertown                                 | George Morgan                           |                                                                                 |
| 2007      | Flatland: The Movie                        | Arthur Square                           |                                                                                 |
| 2008      | A Single Woman                             | voz                                     |                                                                                 |
| 2009      | Echelon Conspiracy                         | Raymond Burke                           |                                                                                 |
| 2009      | Love Happens                               | Sogr de Burke                           | br: O Amor Acontece pt: Amor Por Acaso                                          |
| 2009      | Bhopal: Prayer for Rain                    | Warren Anderson                         |                                                                                 |
| 2009      | Imagine That                               | Dante D'Enzo                            | br: Imagine Só! pt: Minha Filha é um Sonho                                      |
| 2010      | The Way                                    | Tom                                     |                                                                                 |
| 2011      | The Double                                 | Tom Highland                            |                                                                                 |
| 2012      | The Amazing Spider-Man                     | Ben Parker                              | br: O Espetacular Homem-Aranha                                                  |
| 2014      | Trash - A esperança vem do lixo            | Padre Juilliard                         |                                                                                 |
| 2015-2022 | Grace and Frankie                          | Robert Hanson                           | Série da Netflix                                                                |